# المهرجان الوطني الأمريكي للفول السوداني
المهرجان الوطني الأمريكي للفول السوداني (بالإنجليزية: National Peanut Festival)‏ هو أكبر مهرجان للفول السوداني في الولايات المتحدة الأمريكية. يقام المهرجان في كل خريف في مدينة دوثان بولاية ألاباما لتكريم مزارعي الفول السوداني والاحتفال بموسم حصاده.

## وصلات خارجية
- الموقع الرسمي